# Brigitta Kasper
Pour les articles homonymes, voir Kasper.
Brigitta Kasper, née le 1er avril 1972 est une ancienne coureuse cycliste suisse, spécialiste de VTT cross-country et de la descente,

## Palmarès en VTT

### Championnats du monde
- Vail 1994
  - 6e de la descente
- Kirchzarten 1995
  - 5e de la descente

### Championnats d'Europe
- 1992
  - 4e aux championnats d'Europe de la descente
  - 10e aux championnats d'Europe du cross-country
- 1993
  -  Médaillée d'argent aux championnats d'Europe de la descente
  - 5e aux championnats d'Europe du cross-country
- 1994
  -  Médaillée de bronze aux championnats d'Europe de la descente
  - 10e aux championnats d'Europe du cross-country
- 1995
  - 8e aux championnats d'Europe de la descente
- 1997
  - 4e aux championnats d'Europe de la descente
- 1998
  - 6e aux championnats d'Europe de la descente

### Championnat de Suisse
- 1994
  - 2e du championnat de Suisse de descente
  - 3e du championnat de Suisse du cross-country
- 1995
  - 2e du championnat de Suisse de descente
- 1996
  - 2e du championnat de Suisse de descente
- 1997
  - 3e du championnat de Suisse de descente
- 1998
  - 2e du championnat de Suisse de descente
- 1998
  - 3e du championnat de Suisse de four cross

### Autre
- 1993
  - 3e de Lillehammer - descente (coupe du monde)